# Metopidiothrix dolok
Metopidiothrix dolok är en mångfotingart som beskrevs av Shear 2002. Metopidiothrix dolok ingår i släktet Metopidiothrix och familjen Metopidiotrichidae. Inga underarter finns listade i Catalogue of Life.